# جينز القدس
جينز القدس هو سروال جينز بمواصفات إسلامية يحمل ماركة «القدس».
يُعتبر جينز القدس، المنتج من شركة إيطالية، أول سروال «جينز» بمواصفات إسلامية يُطرح في الأسواق: فضفاض ويسهل على مرتديه الركوع والسجود. كما أن شعار الشركة المنتجة حيك باللون الأخضر استيحاء لرمزية هذا اللون في الإسلام.